# Fussballclub Admira Wacker Mödling 2016-2017
Questa voce raccoglie le informazioni riguardanti il Fussballclub Admira Wacker Mödling nelle competizioni ufficiali della stagione 2016-2017.

## Calciomercato

### Sessione estiva
| Acquisti | Acquisti        | Acquisti           | Acquisti      |
| R.       | Nome            | da                 | Modalità      |
| -------- | --------------- | ------------------ | ------------- |
| D        | Fabio Strauss   | Grödig             | gratuito      |
| C        | Dominik Starkl  | Rapid Vienna       | ?             |
| D        | Ione Cabrera    | LASK               | ?             |
| C        | Ante Roguljić   | Salisburgo         | prestito      |
| D        | Thomas Weber    | Floridsdorfer      | fine prestito |
| C        | Marvin Egho     | Wiener Neustadt    | fine prestito |
| A        | Daniel Gremsl   | Hartberg           | fine prestito |
| P        | Andreas Leitner | Austria Klagenfurt | fine prestito |
| C        | Markus Rusek    | Wiener Neustadt    | fine prestito |
| D        | Mustafa Yavuz   | Wiener Neustadt    | fine prestito |

| Cessioni | Cessioni                | Cessioni         | Cessioni              |
| R.       | Nome                    | a                | Modalità              |
| -------- | ----------------------- | ---------------- | --------------------- |
| P        | Jörg Siebenhandl        | Kickers Würzburg | definitivo (500000 €) |
| C        | Philipp Malicsek        | Rapid Vienna     | definitivo (400000 €) |
| D        | Thomas Weber            | ?                | gratuito              |
| D        | Christoph Schösswendter | Rapid Vienna     | gratuito              |
| C        | Peter Žulj              | Ried             | gratuito              |
| C        | Markus Rusek            | Wiener Neustadt  | gratuito              |
| A        | Daniel Gremsl           | Hartberg         | gratuito              |
| C        | Andreas Dlopst          | ATSV Wolfsberg   | gratuito              |
| A        | René Schicker           | Stripfing        | gratuito              |
| C        | Marvin Egho             | Ried             | ?                     |
| C        | Dominik Starkl          | Rapid Vienna     | fine prestito         |

## Rosa
Rosa aggiornata al 31 luglio 2016
| N. |                    | Ruolo | Calciatore            |
| -- | ------------------ | ----- | --------------------- |
| 1  | Austria (bandiera) | P     | Andreas Leitner       |
| 2  | Austria (bandiera) | D     | Fabio Strauss         |
| 4  | Austria (bandiera) | D     | Stephan Zwierschitz   |
| 5  | Austria (bandiera) | D     | Thomas Ebner          |
| 6  | Austria (bandiera) | D     | Markus Lackner        |
| 7  | Austria (bandiera) | C     | Maximilian Sax        |
| 8  | Austria (bandiera) | C     | Christoph Knasmüllner |
| 9  | Austria (bandiera) | A     | Toni Vastić           |
| 10 | Austria (bandiera) | C     | Daniel Toth           |
| 11 | Austria (bandiera) | C     | Lukas Grozurek        |
| 13 | Austria (bandiera) | D     | Markus Blutsch        |
| 14 | Austria (bandiera) | A     | Christoph Monschein   |
| 15 | Austria (bandiera) | D     | Manuel Maranda        |
| 16 | Austria (bandiera) | A     | Patrick Schmidt       |
| 17 | Austria (bandiera) | C     | Dominik Starkl        |
| 18 | Austria (bandiera) | C     | Daniel Hautzinger     |

| N. |                               | Ruolo | Calciatore          |
| -- | ----------------------------- | ----- | ------------------- |
| 19 | Austria (bandiera)            | C     | Nico Löffler        |
| 20 | Austria (bandiera)            | D     | Markus Pavic        |
| 21 | Austria (bandiera)            | D     | Markus Wostry       |
| 22 | Austria (bandiera)            | C     | Marcus Maier        |
| 23 | Austria (bandiera)            | A     | Sinan Yilmaz        |
| 25 | Austria (bandiera)            | D     | Patrick Wessely     |
| 27 | Macedonia del Nord (bandiera) | C     | Eldis Bajrami       |
| 29 | Austria (bandiera)            | P     | Manuel Kuttin       |
| 32 | Austria (bandiera)            | D     | Philipp Posch       |
| 33 | Austria (bandiera)            | P     | Jakob Meierhofer    |
| 40 | Austria (bandiera)            | D     | Mustafa Yavuz       |
| 44 | Croazia (bandiera)            | C     | Ante Roguljić       |
| 50 | Austria (bandiera)            | D     | Mustafa Yavuz       |
| 55 | Austria (bandiera)            | C     | Ilter Ayyildiz      |
| 93 | Austria (bandiera)            | C     | Srdjan Spiridonovic |
| 99 | Austria (bandiera)            | C     | Florian Fischerauer |